# Выборы в Совет Безопасности ООН (2001)

Члены Совета безопасности ООН после выборов 2001 года.

Выборы в СБ ООН прошли 8 октября 2001 года на 56 ГА ООН в Штаб-квартире ООН.
Новыми непостоянными членами Совета безопасности ООН на 2 года избраны Камерун, Гвинея, Сирия, Мексика и Болгария. Свою работу в Совбезе они начали с 1 января 2002 года.

## Географическое распределение
В соответствии с правилами географического распределения из непостоянных членов Совета безопасности, а также сложившейся практикой, члены избирались следующим образом: два из Африки, один из Азии, один из стран Латинской Америки и Карибского бассейна, и один из Восточной Европы.

## Кандидаты
В общей сложности существовало семь кандидатов на пять мест. В африканской и азиатской группах было три кандидатуры на три места: Камерун, Гвинея и Сирия. В группе стран Восточной Европы, Беларусь и Болгария боролись за одно доступное место. Из стран Латинской Америки и Карибского бассейна Доминиканская Республика и Мексика боролись за одно доступное место.